# Rho Cassiopeiae
ρ Cassiopeiae (rho Cassiopeiae, kurz ρ Cas, auch Rhocas genannt) ist ein Gelber Hyperriese im Sternbild Kassiopeia und ca. 3.400 Lichtjahre von unserem Sonnensystem entfernt. Er ist der hellste Stern der Sternassoziation Cas OB5.
Ein internationales Astronomenteam hatte ρ Cas im Jahr 2003 als den besten Kandidaten für eine baldige Supernova-Explosion bezeichnet. Mit dem William-Herschel-Teleskop des Roque-de-los-Muchachos-Observatoriums auf der Kanareninsel La Palma wurden starke Veränderungen beim Riesenstern ρ Cas beobachtet.

## Name
Der erste Namensteil „rho“ (ρ) folgt den Regeln der Bayer-Bezeichnung. Sie besagt, dass der von der Erde aus gesehen hellste Stern eines Sternbilds normalerweise mit α bezeichnet wird, der nächsthellste mit β usw.  Allerdings gibt es im Sternbild Kassiopeia geringe Abweichungen: Obwohl der Buchstabe ρ erst an siebzehnter Stelle des griechischen Alphabetes steht, ist ρ Cas selbst der vierzehnthellste Stern, der in diesem Sternbild zu finden ist. Der zweite Namensteil „Cassiopeiae“ entspricht dem Genitiv des lateinischen Namens des Sternbilds Cassiopeia.
Die Flamsteed-Bezeichnung von ρ Cas (7 Cas) ist weniger gebräuchlich, da für den Stern bereits eine Bayer-Bezeichnung existiert, die in der Regel bekannter ist.

## Physikalische Eigenschaften
Aufgrund seiner Instabilität variiert die Oberflächentemperatur und somit auch die Spektralklasse zwischen F8 und K0.
ρ Cas gehört zu den Gelben Hyperriesen, einer sehr seltenen Klasse von Sternen, von denen insgesamt nur wenige in der Galaxis bekannt sind. Mit einer absoluten visuellen Helligkeit von −9,6 MV ist er einer der hellsten Sterne überhaupt, er hat etwa die 500.000-fache Leuchtkraft der Sonne. Obwohl seine Oberflächentemperatur nicht viel höher als die der Sonne ist, beginnt die Habitable Zone erst ab einem gewaltigen Abstand von 450 AE.
Die Masse von ρ Cas beträgt ca. 40 Sonnenmassen, er gehört damit zu den massereichsten Sternen der Milchstraße überhaupt. Solche Sterne werden nur einige Millionen Jahre alt, ehe sie als Supernova oder als eine bisher noch hypothetische Hypernova explodieren und schließlich als Pulsare bzw. Neutronensterne oder sogar als Schwarze Löcher enden.
Die scheinbare Helligkeit von ρ Cas beträgt 4,5 mag. Vermutlich schwächen Staubwolken zwischen ihm und uns das Licht ab. Auch bei nicht optimaler Sicht ist er mit dem bloßen Auge zu erkennen.

## Alter
Hyperriesen verbrauchen ihren Kernbrennstoff sehr schnell; sie werden daher nur wenige Millionen Jahre alt. Vermutlich erreichen nur sehr wenige massereiche Sterne wie ρ Cas, die nicht ganz die Masse haben, um ein Leuchtkräftiger Blauer Veränderlicher (LBV) zu werden, als Hyperriesen eine Weiß-, Gelb- oder gar eine Orange- bzw. Rotphase wie RW Cephei kurz vor ihrem Ende, ehe sie explodieren. Aufgrund der derzeitigen Pulsationen von ρ Cas ist anzunehmen, dass er die Spektralklasse M nicht mehr erreichen wird.

## Entdeckungen
Die Astronomen nehmen an, dass es sich bei Sternen der Art von ρ Cas um weit entwickelte Sterne handelt, die kurz vor einer Supernova-Explosion stehen. Die Sterne befinden sich in einem sehr instabilen Zustand, der zwangsläufig zu einer Supernova-Explosion führen muss.

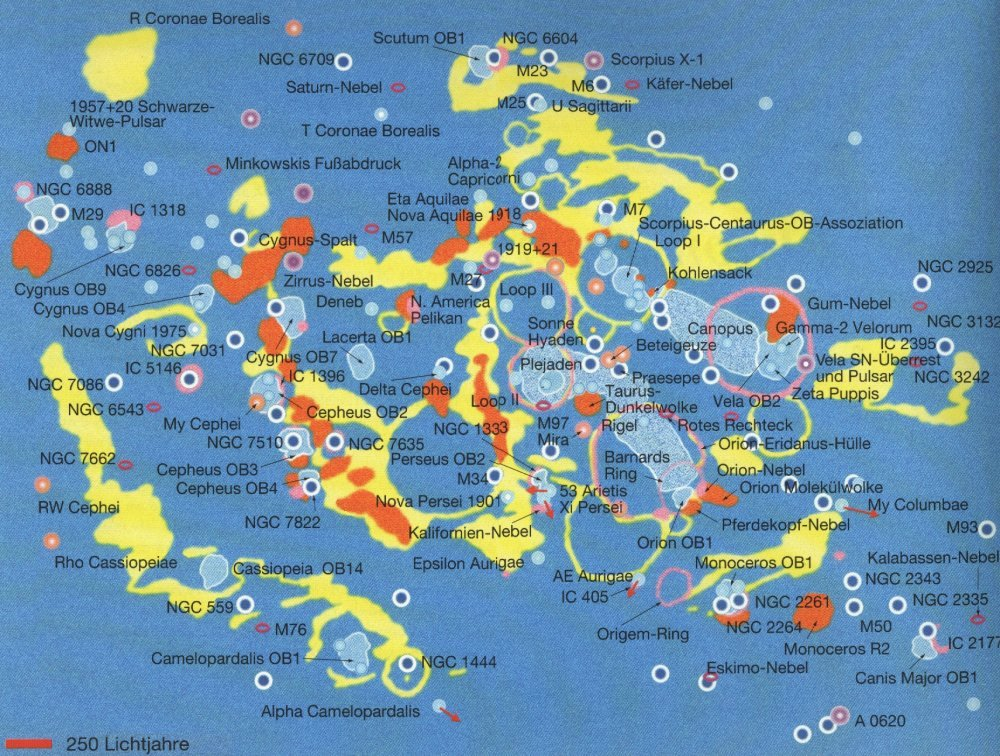
Die Umgebung der Sonne, ρ Cas befindet sich am linken unteren Bildrand.

Forscher stellten fest, dass im Jahr 2000 ρ Cas innerhalb von wenigen Monaten von 7000 auf 4000 K abkühlte. Diese sehr starke Abkühlung wird dadurch erklärt, dass vermutlich 0,1 Sonnenmassen in Form einer Gashülle ins All abgestoßen wurde. Der nukleare Brennstoff ist fast verbraucht. Ältere Beobachtungen aus den Jahren 1893 und 1945 haben gezeigt, dass es bei ρ Cas zu einem extremen Massenverlust gekommen sein muss. Es wird weiter angenommen, dass derartige Masseverluste etwa alle 50 Jahre auftreten. 
Seit 2000 pulsiert die Atmosphäre von ρ Cas, weshalb die Astronomen einen neuen Massenverlust erwarten. Aufgrund der großen Entfernung von ρ Cas ist es sehr wahrscheinlich, dass der Stern schon explodiert ist und zu einem Schwarzen Loch oder einem Neutronenstern wurde. Wenn der Stern alle 50 Jahre 10 Prozent der Sonnenmasse (0,1 M⊙/50 a) verliert, so wären das in 3500 Jahren 7 Sonnenmassen. Daher ist es sehr wahrscheinlich, dass ρ Cas gar nicht mehr existiert.